# Eurytoma subsanguinea
Eurytoma subsanguinea är en stekelart som beskrevs av Girault 1926. Eurytoma subsanguinea ingår i släktet Eurytoma och familjen kragglanssteklar. Inga underarter finns listade i Catalogue of Life.